# 봉실산
봉실산(鳳實山)은 전북특별자치도 완주군의 봉동읍과 비봉면에 위치한 산이다. 고도는 373m이다.